# Konstantin Gubin
Konstantin Aleksandrowicz Gubin (ros. Константин Александрович Губин, ur. w grudniu 1897 we wsi Gadyginskoje w guberni archangielskiej, zm. 27 kwietnia 1974 w Moskwie) – radziecki dziennikarz i działacz partyjny.

## Życiorys
Od 1919 był członkiem RKP(b), służył w Armii Czerwonej, do 1927 pracował w Moskiewskim Komitecie Miejskim WKP(b) i w Komitecie Powiatowym WKP(b) w Zwienigorodzie. Od 1927 do 1931 studiował na Moskiewskim Uniwersytecie Państwowym, 1931-1939 kierował Wydziałem Propagandy i Agitacji Kirowskiego Komitetu Rejonowego WKP(b) w Moskwie, 1939-1940 był kierownikiem Wydziału Propagandy i Agitacji Komitetu Obwodowego WKP(b) w Moskwie, a od 1940 do stycznia 1948 redaktorem odpowiedzialnym pisma "Moskowskij Bolszewik". Od 3 stycznia 1948 do maja 1959 redaktor naczelny gazety "Izwiestija", od 14 października 1952 do 17 października 1961 członek Centralnej Komisji Rewizyjnej KPZR, od 1959 członek Grupy Parlamentarnej ZSRR.